# Főispán (2022–)
A főispán (2022-ig: kormánymegbízott) a kormányzat helyi képviselője Magyarországon, a 2011. január 1-jétől működő, fővárosi illetve vármegyei (2022-ig: megyei) kormányhivatalok vezetője. Hasonló pozíció más országokban pl. a prefektus.

## Története
A tisztség – a kormányhivatalokkal együtt – 2011. január 1-jén jött létre, kormánymegbízott néven. 2022. június 28-án – a feladat- és hatáskörök módosítása nélkül – a tisztség megnevezése főispánra módosult.

## Jogállása
A főispánt a közigazgatás-szervezésért felelős miniszter javaslatára a miniszterelnök nevezi ki.

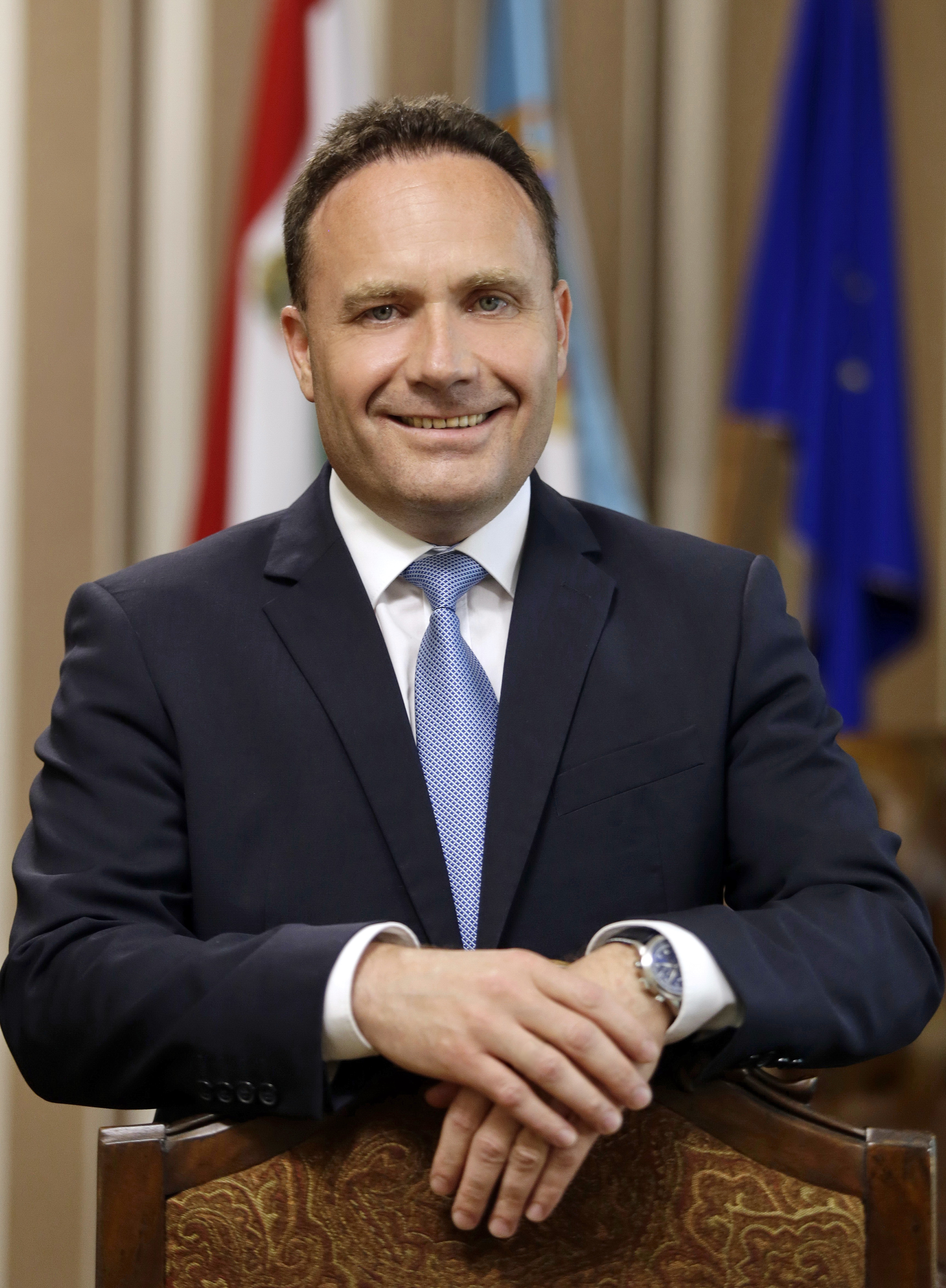
Takács Árpád, Békés vármegye főispánja

A főispán vezeti a fővárosi és vármegyei (korábban: megyei) kormányhivatalt, gyakorolja annak feladat- és hatásköreit, ellátja a költségvetési szerv vezetőjének hatáskörébe utalt feladatokat, biztosítja a fővárosi és vármegyei kormányhivatal és a járási hivatalok szakmai feladatellátásának feltételeit, elkészíti és a közigazgatás-szervezésért felelős miniszter részére megküldi a fővárosi és vármegyei kormányhivatal szervezeti és működési szabályzatára vonatkozó javaslatát, gondoskodik a jogszabályban előírt belső szabályzatok elkészítéséről. 
A nemzetgazdasági szempontból kiemelt jelentőségű beruházásokkal összefüggő, kormányrendeletben meghatározott közigazgatási hatósági ügy (kiemelt jelentőségű ügy) intézését a kormányrendeletben kijelölt főispán figyelemmel kíséri.  
A főispán évente február 28-ig az adott fővárosi vagy vármegyei kormányhivatal előző évi tevékenységéről, valamint a fővárosi és vármegyei kormányhivatalokról, valamint a járási (fővárosi kerületi) hivatalokról összegző beszámolót készít, amelyet megküld a közigazgatás-szervezésért felelős miniszter részére. 
A beszámolási kötelezettség kiterjed az adott fővárosi vagy vármegyei kormányhivatal illetékességi területén működő, illetve székhellyel rendelkező központi államigazgatási szerv bármely jogállású területi szervére, továbbá az államigazgatási feladatot ellátó más szervre és személyre, valamint a polgármesterre és jegyzőre az általuk ellátott államigazgatási feladatokat érintően.  
A fővárosi és vármegyei kormányhivatal hivatali szervezetét főigazgató vezeti. A főigazgató a főispán általános helyettese.  
A főigazgató munkáját – általános helyettesként – igazgató segíti.

## Magyarország főispánjainak listája
- Baranya vármegye, Horváth Zoltán[3]

- Bács-Kiskun vármegye, Kovács Ernő[4]

- Békés vármegye, Takács Árpád

- Borsod-Abaúj-Zemplén vármegye, Alakszai Zoltán

- Budapest Főváros, Sára Botond[5]

- Csongrád-Csanád vármegye, 
  - Juhász Tünde korábbi kormánymegbízott 2022. júliustól főispán
  - Róth Márton[6] 2022. november 1-től[7] 2023. augusztus 31-ig[8][9]
  - Salgó László Péter 2023. október 1-től

- Fejér vármegye
  - Simon László[10] 2022. júliustól 2023. július 31-ig[11]
  - Tanárki Gábor 2023. október 1-től [12]

- Győr-Moson-Sopron vármegye, Széles Sándor[13]

- Hajdú-Bihar vármegye, Rácz Róbert[14]

- Heves vármegye, Ignácz Balázs[15]

- Jász-Nagykun-Szolnok vármegye, Berkó Attila[16]

- Komárom-Esztergom vármegye, Kancz Csaba[17]

- Nógrád vármegye, Szabó Sándor

- Pest vármegye, Tarnai Richárd[18]

- Somogy vármegye, Neszményi Zsolt[19]

- Szabolcs-Szatmár-Bereg vármegye, Román István[20]

- Tolna vármegye, betöltetlen

- Vas vármegye, Vámos Zoltán[21]

- Veszprém vármegye, Takács Szabolcs[22]

- Zala vármegye, Sifter Rózsa[23]